# Doorloper (filatelie)

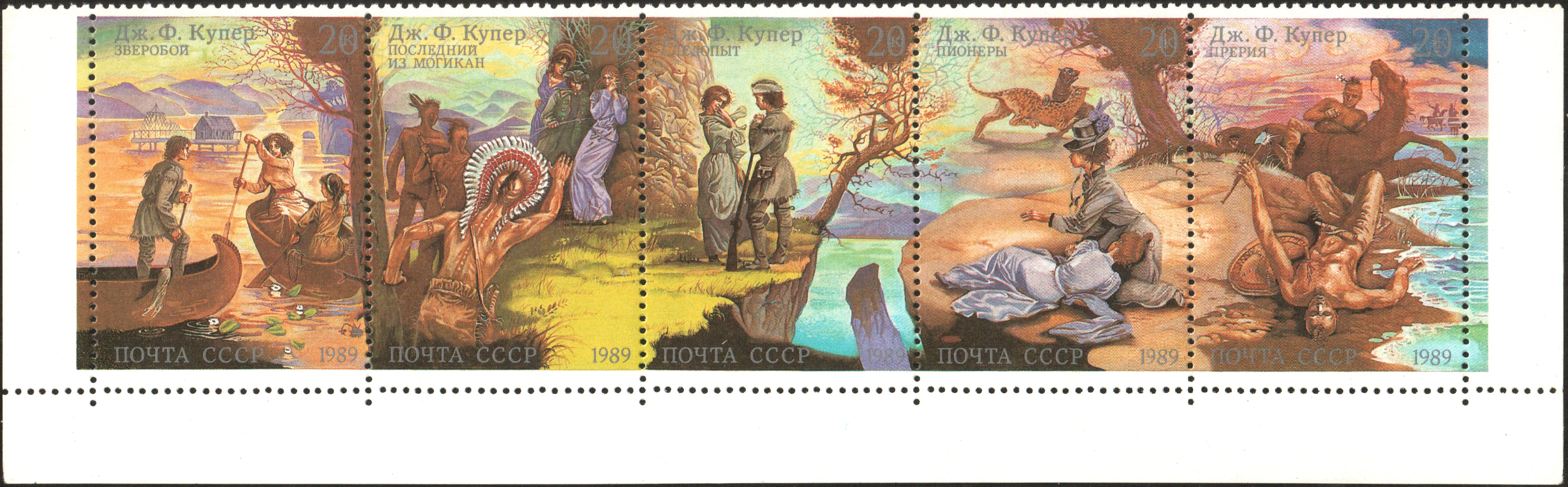
Doorloper uit de Sovjet-Unie (1989)

Een doorloper is een postzegel waarvan de afbeelding doorloopt naar een aangrenzende zegel. Bekende doorlopers in Nederland zijn: de milieustrook (1974), de koeien (1974, NVPH nr. 1052), de schakel, het tulpenveld (1973, NVPH nr. 1025) en de epauletten (1978). Bij het tulpenveld is de afbeelding in vier richtingen doorlopend.
Bij kleurdoorlopers loopt de achtergrondkleur door. In Nederland zien we dat al bij de zomerzegels van 1959 (NVPH nr. 722-726).

## Milieustrook en koetjes
De milieustrook was de eerste echte beelddoorloper in Nederland: de takken van de boom liepen naar rechts door in de volgende zegel.
De (beeld)doorloper werd in Nederland een hype na het verschijnen van de koeien in 1974. Na afloop van het kalenderjaar verschenen de supplementen van het DAVO-album met vakjes bestemd voor de milieustrook en voor een paartje van de koeien-zegel. Daar had niemand op gerekend, ook de handel niet! De prijzen gingen omhoog, want iedereen wilde dat lege vakje opvullen. Ook andere beelddoorlopers werden duurder. Achteraf moet de conclusie zijn dat er ook veel speculatieve vraag in de markt zat. Nadien zijn de prijzen weer wat gezakt.

## Epauletten
In 1978 verscheen de KMA-zegel, een postzegel ter herdenking van 150 jaar KMA, met een perforatie dwars door de epauletten. Het was dus een echte doorloper, maar de hype was toen een beetje weggeëbd. PTT en postzegelhandel hadden niet gerekend op extra vraag naar postzegels en naar Eerstedagenveloppen, zodat deze al snel uitverkocht raakten. In allerijl werd een tweede oplage KMA-zegels aangemaakt en nieuwe enveloppen. Maar daarmee is iets fout gegaan: In de eerste oplage was de tekst "Nederland 55c" diepzwart, in de tweede oplage was dat donkerblauw. Jarenlang werd het bestaan van twee verschillende versies van de postzegel door de NVPH-catalogus genegeerd.
andreaskruis · baarfrankering · brandkastzegel · cinderella · decemberzegel · dienstzegel · doorloper · dwangtoeslagzegel · eerste postzegelemissie · gelegenheidszegel · gemeenschappelijke postzegelemissie · gemengde frankering · gepersonaliseerde postzegel · kinderpostzegel · langlopende postzegel · luchtpostzegel · perfin · portzegel · postpakketzegel · postzegel met tab · postzegelboekje · spoorwegzegel · toeslagzegel · vertanding · voorafstempeling · zelfklevende postzegel · zomerpostzegel · zondagstrookje
Portaal · Categorie